# Margarinotus kurbatovi
Margarinotus kurbatovi är en skalbaggsart som först beskrevs av Alexey K. Tishechkin 1992.  Margarinotus kurbatovi ingår i släktet Margarinotus och familjen stumpbaggar. Inga underarter finns listade i Catalogue of Life.